# Cap-Produkt
In der algebraischen Topologie, einem Teilgebiet der Mathematik, definiert das Cap-Produkt eine Verknüpfung zwischen Kohomologie und Homologie eines Raumes.

## Definition
Sei {\displaystyle X} ein topologischer Raum, sei {\displaystyle C_{n}(X)} die {\displaystyle n}-te singuläre Kettengruppe, also die freie abelsche Gruppe über der Menge aller stetigen Abbildungen des Standard-{\displaystyle n}-Simplexes {\displaystyle \Delta ^{n}} nach {\displaystyle X} und {\displaystyle C^{n}(X)=Hom(C_{n}(X),\mathbb {Z} )}. Man bezeichne mit {\displaystyle \iota _{0\ldots p}\colon \Delta ^{p}\rightarrow \Delta ^{p+q}} beziehungsweise {\displaystyle \iota _{p\ldots p+q}\colon \Delta ^{q}\rightarrow \Delta ^{p+q}} die Inklusionen des Standard-{\displaystyle p}- beziehungsweise {\displaystyle q}-Simplexes als „vordere {\displaystyle p}-dimensionale Seite“ beziehungsweise „hintere {\displaystyle q}-dimensionale Seite“ in den Standard-{\displaystyle (p+q)}-Simplex.
Für {\displaystyle \psi \in C^{q}(X)} und einen singulären Simplex {\displaystyle \sigma :\Delta ^{p}\rightarrow X} (mit {\displaystyle p\geq q}) definiert man
{\displaystyle \sigma \frown \psi :=(-1)^{pq}\psi (\sigma \circ \iota _{0\ldots q})\sigma \circ \iota _{q\ldots p}}
und setzt dies linear zu einer Abbildung
{\displaystyle C^{q}(X)\times C_{p}(X)\rightarrow C_{p-q}(X)}
fort.
Allgemeiner sei {\displaystyle R} ein Ring und sei {\displaystyle C_{n}(X;R)=C_{n}(X)\otimes _{\mathbb {Z} }R,C^{n}(X)=Hom(C_{n}(X),R)}. Dann erhält man eine Abbildung
{\displaystyle C^{q}(X;R)\times C_{p}(X;R)\rightarrow C_{p-q}(X;R)}.
Aus der Relation
{\displaystyle \partial (\sigma \frown \psi )=(-1)^{q}(\partial \sigma \frown \psi -\sigma \frown \delta \psi )}
folgt, dass das Cap-Produkt eine wohldefinierte Abbildung
{\displaystyle H^{q}(X;R)\times H_{p}(X;R)\rightarrow H_{p-q}(X;R)}
definiert.

## Eigenschaften
Für stetige Abbildungen {\displaystyle f:X\rightarrow Y} gilt
{\displaystyle f_{*}(c)\frown \psi =f_{*}(c\frown f^{*}(\psi ))}
mit {\displaystyle c\in C_{p}(X;R)}, {\displaystyle \psi \in C^{q}(Y;R)}.
Das Cap-Produkt hängt mit dem Cup-Produkt über die folgende Gleichung zusammen:
{\displaystyle \psi (c\frown \varphi )=(\varphi \smile \psi )(c)}
für {\displaystyle c\in C_{p}(X;R)},  {\displaystyle \psi \in C^{q}(X;R)}, {\displaystyle \varphi \in C^{p-q}(X;R).}

## Anwendung: Poincaré-Dualität
Sei {\displaystyle M} eine geschlossene, orientierbare {\displaystyle n}-Mannigfaltigkeit und
{\displaystyle \left[M\right]\in H_{n}(M;\mathbb {Z} )}
die Fundamentalklasse. Dann realisiert das Cap-Produkt mit {\displaystyle \left[M\right]} einen Isomorphismus
{\displaystyle H^{k}(M;\mathbb {Z} )\rightarrow H_{n-k}(M;\mathbb {Z} )}
für {\displaystyle k=0,\ldots ,n}.